# Oblast de l'Amour (1858-1920)
Pour l'oblast de l'Amour de la fédération de Russie, voir Oblast de l'Amour.
1858–1920
Entités précédentes :
- Empire chinois

Entités suivantes :
- République d'Extrême-Orient

L'oblast de l'Amour (en russe : Амурская область) est une division administrative de l’Empire russe en Extrême-Orient avec pour capitale la ville de Blagovechtchensk. Créé en 1858 à la suite du traité d'Aigun, l’oblast exista jusqu’en 1920 et son intégration à la république d'Extrême-Orient.

## Géographie
L’oblast de l’Amour était situé le long de la frontière chinoise sur la rive gauche du cours moyen du fleuve Amour. À l’ouest, il bordait l’oblast de Transbaïkalie, au nord celui de Iakoutsk et à l’est celui de Primorié.
Le territoire de l’oblast de l’Amour se retrouve de nos jours principalement dans l’oblast de l'Amour et le kraï de Khabarovsk de la fédération de Russie.

## Subdivisions administratives
L’oblast de l’Amour comportait deux subdivisions : l’ouiezd de Blagovechtchensk et l’okroug des cosaques de l’Amour.

## Population
En 1897, la population du gouvernement était de 120 306 habitants, dont 68,5 % de Russes, 17,5 % d’Ukrainiens, 6,5 % de Chinois et 2,8 % de Mandchous ainsi que des petites minorités toungouse et coréenne.

## Gouverneur général du territoire de l'Amour
Liste des gouverneurs généraux du territoire de l'Amour:
- 1847-1861, Nikolaï Mouraviov-Amourski, Gouverneur du Ienisseï, gouverneur général de la Sibérie orientale
- 1884-1893, Andrei Nikolaïevitch Korf, Gouverneur général du territoire de l'Amour
- 1893-1898, Sergei Mikhaïlovitch Dukhovskoy, Gouverneur général du territoire de l'Amour
- 1898-1902, Nikolaï Ivanovitch Grodekov, Gouverneur général du territoire de l'Amour
- de mars à septembre 1903, Dean Ivanovitch Subbotich, Gouverneur général de l'Amour
- 1903-1904, Nicolas Petrovitch Linevitch, Gouverneur général du territoire de l'Amour
- 1904-1906, Rostislav Aleksandrovitch Khrechtchatitski, Gouverneur général du territoire de l'Amour
- 1906-1910, Paul-Simon Ounterberger , Gouverneur général de l'Amour
- 1911-1917, Nikolaï Lvovitch Gondatti, Gouverneur général du territoire de l'Amour